# Michel Duc Goninaz
Michel Joseph Louis Duc Goninaz, né le 6 septembre 1933 à Paris et mort le 26 mars 2016 à Aix-en-Provence, est un enseignant, un linguiste et un espérantophone français, connu pour sa révision, en 2002, du Plena Ilustrita Vortaro, le dictionnaire de référence en espéranto dirigé par Gaston Waringhien.

## Biographie

### Jeunesse
Michel Duc Goninaz nait le 6 septembre 1933 à Paris. Son père, Joseph Henri Louis Duc Goninaz, est d’origine savoyarde. Sa mère, Denise Duc Goninaz, née Jacquemot, est parisienne.
Membre d'Espéranto-Jeunes dès les années 1950, il coédite à l'époque La Folieto, surtout lu par les jeunes espérantistes d'Île-de-France. De 1954 à 1959, il poursuit ses études à l'École normale supérieure de Saint-Cloud et à la Sorbonne. Il effectue un séjour à l'université d'État de Moscou en 1956-1957. Il est licencié en philologie et agrégé de russe[Quand ?].
Pendant de très longues années, Michel Duc Goninaz est maître de conférences en russe et en espéranto à l'université de Provence (Aix-en-Provence).
Michel Duc Goninaz était maître de conférence à l'Académie internationale des sciences de Saint-Marin et collaborait au magazine espérantophone Monato. Il a également publié dans de nombreuses revues espérantophones, notamment Literatura Foiro.
Michel Duc Goninaz meurt le 26 mars 2016.

## Œuvres
Il est l'auteur d'un lexique français-espéranto regroupant le vocabulaire par thème, Vocabulaire espéranto (Laŭtema esperanta-franca vortareto), aux éditions Ophrys ; ainsi que du célèbre Mot et l'idée russe, chez le même éditeur.
Il est également l'auteur d'une pièce de théâtre en espéranto, La Ŝtona Gasto (Le Convive de pierre adapté de Pouchkine). Il a également traduit L'Étranger de Camus en espéranto ainsi que La Nouvelle rêvée d'Arthur Schnitzler.

## Distinction
En 2002, Michel Duc Goninaz est élu espérantiste de l'année par la revue La Ondo de Esperanto pour avoir dirigé la nouvelle revision du Plena Ilustrita Vortaro, le Nova Plena Ilustrita Vortaro,.